# Лімфатико-гіпопластичний діатез
Лімфати́ко-гіпопласти́чний діате́з (лімфатичний) — аномалія конституції, яка характеризується стійким збільшенням практично всіх лімфатичних органів (вилочкової залози, лімфатичних вузлів, селезінки), зниженням функції залоз внутрішньої секреції, недорозвиненням ряду внутрішніх органів (серця, нирок), порушенням обміну жирів і вуглеводів в поєднанні з порушенням системи імунітету, зниженою адаптацією до впливів навколишнього середовища, схильністю до алергічних реакцій.
На тлі лімфатико-гіпопластичного діатезу достатньо довго перебігають гострі респіраторні захворювання, кишкові інфекції, гнійно-запальні процеси.

## Історія терміна
Поняття «лімфатичний діатез» уведене австрійським паталогоанатомом А. Пальтауфом і педіатром Т. Ешеріхом у 1889—1890 pp. У зв'язку з тим, що в дітей з таким діатезом часто знаходили гіпоплазію надниркових залоз, ретикулоепітеліального апарату тимусу, щитоподібної, статевих залоз, серця, аорти, термін «лімфатичний діатез» було замінено на «лімфатико-гіпопластичний діатез». Однак в численних дослідженнях другої половини XX століття було виявлено, що у значної кількості дітей немає гіпоплазії внутрішніх органів, а є гіпо- або дисфункція переважної більшості органів. Отже, виходячи з сучасних досліджень, слід вважати більш правомірним попередній термін, що був уведений А. Пальтауфом — «лімфатичний діатез»

## Етіологія
Лімфатичний діатез частіше спостерігається в дітей з функціональною незрілістю фізіологічних систем при народженні. Основна роль у його формуванні належить несприятливим чинникам зовнішнього середовища, починаючи з внутрішньоутробного періоду розвитку: токсикози вагітної, інфекційні захворювання в першій і другій половині вагітності, ендокринна дисфункція, що сприяє загрозі переривання вагітності, гіпоксії плоду. В інтранатальному періоді розвитку лімфатичного діатезу сприяють слабкість пологової діяльності, передчасне відходження навколоплідних вод, стрімкі пологи, що призводять до асфіксії і пологової травми, особливо мозкової. Суттєве значення у формуванні цього діатезу мають особливості передпологового періоду і самих пологів: обтяжена спадковість ендокринними і обмінними захворюваннями, ожирінням, хронічними запальними хворобами, ендокринопатіями та алергічними захворюваннями. Маніфестації ЛД після народження дитини сприяють раннє нераціональне штучне або змішане вигодовування, часті вірусно-бактеріальні інфікування.

## Патогенез
У 70-80 % дітей з лімфатичним діатезом є гіперплазія тимусу. Під час гіперплазії тимусу збільшується кількість лімфоїдних клітин, однак функціональна активність лімфоцитів, тимоцитів знижена. Закономірними є виражений лімфоцитоз (60-70 % у формулі крові), зниження рівня сироваткового тимічного фактора (тимозину), кількості Т-лімфоцитів переважно за рахунок Т-хелперної субпопуляції, збільшення числа В-лімфоцитів і 0-лімфоцитів. Спостерігаються ультраструктурні зміни значної кількості лімфоцитів у мигдаликах та ознаки дегенерації плазматичних клітин.
Алергічні реакції в дітей з лімфатичним діатезом пов'язані з клітинною гіперчутливістю сповільненого типу. Порушення імунологічного контролю тимуса може спричинити появу клону реактивних Т-клітин, які беруть участь у процесі аутоагресії. Отже є недостатність клітинних і гуморальних механізмів імунітету. Це сприяє частим і затяжним перебігом вірусно-бактеріальним захворюванням. Важкість захворювань зумовлена певною мірою й дисфункцією ендокринної системи та хронічним гіпокортицизмом.
Відомо, що функція тимуса перебуває під контролем гіпоталамуса, гіпофіза і надниркових залоз. Між тимусом і наднирниками існує взаємодія за типом зворотного зв'язку. Можливо, кореляційна взаємодія між цими залозами здійснюється на рівні гіпоталамуса, тому що з нього виділені гормони, які стимулюють секрецію гормонів наднирників, і речовини, які впливають на функцію тимуса. Рівень АКТГ при лімфатичному діатезі знижений, а рівні соматотропного гормону і пролактину підвищені. При наявності тимомегалії відмічають морфофункціональну (або лише функціональну) недостатність надниркових залоз. До того ж знижена продукція глюкокортикоїдів і катехоламінів з переважанням синтезу останніх, що, крім сприяння вторинній гіперплазії лімфоїдної тканини, веде до затримки в організмі натрію, хлоридів і води. Отже нестійким є водно-солевий обмін, що зумовлює порушення мікроциркуляції, великі коливання маси тіла, легкий розвиток набряків і гемоциркуляторних порушень.
Для лімфатичного діатезу типовим є зниження синтезу кортизолу та тестостерону на тлі підвищеної продукції альдостерону та прогестерону. Екскреція з сечею андрогенів та естрогенів у дітей раннього віку при ьому значно знижена, поступово вона підвищується і до 5-7 років нормалізується.
Тиміко-лімфатичний стан як можлива причина смерті дітей з класичними ознаками лімфатичного діатезу є проявом тяжкого нейроендокринного розладу зі значним гіпокортицизмом і різким зниженням адаптивних реакцій. Дія стресових чинників (окунання дитини в холодну або гарячу воду, планове хірургічне втручання та ін.) у дітей зі значними морфофункціональними відхиленнями в гіпоталамо-гіпофізарно-тиміко-наднирниковій системі може стати надмірною, внаслідок чого настає раптова смерть дитини.

## Клінічні прояви
Хворі мають характерний зовнішній вигляд: бліда шкіра, виражена пастозність, млявість, малорухомість, слабкий розвиток м'язів і їхня гіпотонія, маса тіла переважно перевищує середні нормативи в усі вікові періоди. Будова тіла має такі особливості: коротка шия, широка грудна клітка, вузькі лопатки, довгі кінцівки. У всіх хворих спостерігається генералізована гіперплазія лімфатичних утворень. Уже на 1-2 році життя у дітей помітне збільшення лімфовузлів, виражені аденоїдні вегетації, гіперплазовані мигдалики, дещо збільшені печінка і селезінка.
Гіперплазований тимус приблизно у 10-12 % дітей супроводжується ознаками здавлювання дихальних шляхів: низький тембр голосу, осиплість, закидання голови назад під час сну, часте шумне дихання, задишка змішаного характеру, яка посилюється при горизонтальному положенні дитини, «півнячий крик» при плачі, легкий ціаноз носогубного трикутника переважно при горизонтальному положенні дитини.
Слід зазначити, що у хворих спостерігаються різні вади розвитку: кили передньої черевної стінки, аномалії сечовивідної, серцево-судинної і травної систем, кісток тощо. Морфо-функціональна незрілість серцево-судинної системи може проявлятися «краплинним» серцем або збільшенням розмірів серця з млявою пульсацією, тахікардією, функціональними шумами, частим порушенням ритму. У період новонародження та на 1-му році життя спостерігаються часті розлади дихання: задишка, гіпопневматоз окремих елементів легень.
Імунопатія проявляється високим інфекційним індексом (7-10 захворювань за один рік). У перші роки життя вірусно-бактеріальні захворювання переважно суроводжуються нейротоксикозом, різнобічними проявами порушення мікроциркуляції, гіпертермією. Частими ускладненнями ГРВІ є бронхіоліт, обструктивний бронхіт, пневмонія, що мають переважно затяжний перебіг з тривалою персистенцією інфекції.
У переважної більшості дітей уже в ранньому віці формуються хронічні вогнища інфекції в носоглотці.
У крові хворих  відзначаються лімфоцитоз, нейтропенія.
Максимально виражені прояви відзначаються у дітей до 3-6 років, з віком вони поступово зменшуються. Однак у дітей шкільного віку спостерігаються незначні прояви, у тому числі нерідко і затримка статевого розвитку.

## Профілактика, реабілітація
Профілактичні заходи слід проводити починаючи з антенатального періоду. До їх числа належать раціональна профілактика вірусно-бактеріальних захворювань під час вагітності (мінімізація інфекційних контактів, здоровий спосіб життя з раціональним харчуванням і достатньою руховою активністю, перебуванням на свіжому повітрі тощо), своєчасна і раціональна терапія токсикозів вагітних і загрози переривання вагітності, профілактика внутрішньоутробної гіпоксії плоду, пологової травми. У постнатальному періоді важливим є тривале грудне вигодовування дитини, обмеження інфекційних контактів та уникнення стресових ситуацій.
У реабілітації/абілітації дітей з ЛД особливе значення має систематичне призначення адаптогенів, засобів, які стимулюють розвиток захисних механізмів організму та функцію наднирникових залоз. До числа цих засобів належать елеутерокок, женьшень, ехінацея, золотий корінь, препарати кореня локриці, а також дібазол, пентоксил, полівітамінні комплекси, які включають вітаміни А, Е, С і вітаміни групи В. Ці засоби призначають курсами у 3-4 тижні двічі-тричі на рік. Якщо індивідуально підібрані вищеперелічені комплексні засоби є недостатніми (прояви лімфатизму не зменшуються, діти часто і тривало хворіють на вірусно-бактеріальні інфекції), призначають курс лікування тималіном або тактивіном, тимогеном після імунологічного обстеження дитини.
При синдромі здавлювання органів проводять 5-8-денний курс кортикотропіну або синактену.
Перед плановими оперативними втручаннями за 1-2 дні до операції та в день операції слід застосовувати глюкокортикостероїди (0,5-1 мг преднізолону на кілограм маси тіла за добу). Глюкокортикостероїди застосовують також при тяжких вірусно-бактеріальних захворюваннях курсом до 3-5 днів. Ці захворювання в дітей грудного і раннього віку з лімфатичним діатезом обов'язково лікують лише в стаціонарі.
Профілактичні щеплення проти дитячих інфекційних захворювань дітям з таким діатезом проводять за існуючим календарем щеплень на тлі реабілітаційно-абілітаційних заходів. Щеплення дітям із тимомегалією II—III ступеня починають проводити після нормалізації розмірів залози або при зменшенні її до розмірів I ступеня.
Слід зазначити, що при своєчасному проведенні реабілітаційно-абілітаційних заходів до 3-5 років (рідше — до 7 років), діти з лімфатичним діатезом нормально розвиваються, хворіють не частіше, ніж здорові діти. При несвоєчасному лікуванні у більшості таких дітей розвиваються хронічні вогнища інфекції, хронічні захворювання дихальної, травної та сечовивідної систем, ожиріння, ендокринні хвороби.